# Ljunganvirus
Ljunganvirus (LV, englisch auch Ljungan virus, Rodent parechovirus) ist die Bezeichnung der Viren (1 bis 6) der Spezies Paraechovirus B, die Nagetiere befallen.
Das erste Ljunganvirus (auch Parechovirus B1 genannt), wurde Mitte der 1990er Jahre erstbeschrieben. Das Virus wurde ursprünglich in der schwedischen Provinz Medelpad in der Nähe des Ljunganflusses aus Rötelmäusen (Myodes glareolus) isoliert. Ljunganviren konnten danach in weiteren Ländern Europas und Amerikas nachgewiesen werden, sie verursachen schwerwiegende Erkrankungen in Wild- und Labortieren.

## Merkmale
Die Viruspartikel (Virionen) erscheinen im Elektronenmikroskop etwa kugelförmig, ohne besondere Merkmale und haben einen Durchmesser von etwa 27 Nanometern. Das Genom besteht aus (+)ssRNA mit einer Länge von etwa 7600 Basenpaaren ohne Poly-A-Schwanz und einem GC-Gehalt von 42 %. Es codiert für ein Polyprotein, dessen Untereinheiten aus drei Capsid-Proteinen, einem Protein zur Prozessierung des Polyproteins, zwei membranassoziierten Proteinen, einer Protease, einer ATPase, einem Inhibitor des Zellwachstums, einem Initiator der RNA-Transkription und einer Reversen Transkriptase besteht.

## Pathologie
Mehrere wissenschaftliche Veröffentlichungen der letzten Jahre berichten über den Zusammenhang einer Ljunganvirusinfektion mit Fehlbildungen des Neugeborenen, Intrauterinem Fruchttod und Plötzlichem Kindstod beim Menschen. Weltweite Studien sollen derzeit prüfen, ob Diabetes, neurologische und andere humane Erkrankungen in möglicher Verbindung mit der Infektion durch das Ljunganvirus stehen. Ljunganvirus ist in das Genus Parechovirus, in die Familie der Picornaviren (Picornaviridae) einzuordnen. Andere Vertreter dieser Familie sind z. B. das Poliovirus, das Hepatitis-A-Virus und das Rhinovirus, welches ursächlich für Erkältungskrankheiten ist. Eine der ersten wissenschaftlichen Entdeckungen war, dass Ljunganvirus infizierte Wildnagetiere an Diabetes erkranken, wenn diese Stresssituationen ausgesetzt sind. Dies führte zur Annahme, dass diese Krankheit die zugrunde liegende Ursache für Schwankungen der Nagerpopulationen in Skandinavien ist; wenn die Dichte einer Nagerpopulationen zunimmt, ist es schwieriger für das einzelne Tier das Territorium zu verteidigen, Nahrung zu erlangen, und es kommt eher als Beutetier in Frage. Diese stressvolle Situation führt zur Krankheit, zum Tod und resultierend zu einer Abnahme der Populationsdichte. Eine Folge sind zyklische Änderungen der Größe der Nagerpopulationen im Laufe der Zeit.

## Virenliste
Mitgliedsliste der Spezies (inklusive einiger Subtypen) gemäß der Taxonomie des NCBI (Stand 26. April 2024):
Spezies Parechovirus B
- Ljunganvirus 1 alias Parechovirus B1 (Exemplar oder Referenzstamm)
  - Ljungan virus 174F
  - Ljungan virus 87-012
- Ljunganvirus 2
  - Clethrionomys glareolus picornavirus
  - Ljungan virus 145SL
- Ljunganvirus 3
- Ljunganvirus 4
  - Ljungan virus 64-7855
- Ljunganvirus 5
- Ljunganvirus 6
- Ljungan virus (ohne nähere Zuordnung)

Die Spezies Parechovirus A ist humanpathogen, Parechovirus C (Sebokele-Virus, SEBV) infiziert die Reisfeldratte (Rattus argentiventer), Parechovirus D (Ferret parechovirus) infiziert Frettchen (Mustela putorius furo), Parechovirus E (Falcon parechovirus) infiziert Falken und Parechovirus F (Gecko parechovirus) infiziert den Wundergecko Teratoscincus roborowskii.